# Lâu đài Glamis
Lâu đài Glamis là một lâu đài nằm bên cạnh làng Glamis (/ˈɡlɑːmz/, phát âm là "Glahmz") ở Angus, Scotland. Đây là nhà của vợ chồng Bá tước xứ Strathmore và Kinghorne, và mở cửa cho công chúng.
Lâu đài Glamis là ngôi nhà của gia đình Lyon từ thế kỷ 14, mặc dù tòa nhà hiện nay phần lớn có niên đại từ thế kỷ 17. Glamis là ngôi nhà thời thơ ấu của Elizabeth Bowes-Lyon, vợ của George VI. Con gái thứ hai của họ, Vương nữ Margaret, Bá tước phu nhân xứ Snowdon, đã được sinh ra tại nơi này.
Lâu đài được đưa vào danh sách các tòa nhà được bảo vệ hạng A.